# Chen Jiayuan
Chen Jiayuan (* 16. Februar 1991) ist eine singapurische Badmintonspielerin. 

## Karriere
Chen Jiayuan gewann ihren ersten BWF-Titel bei den Singapur International 2010 im Dameneinzel. Bei den India Open 2011 wurde sie in der gleichen Disziplin Fünfte. Im Damendoppel wurde sie sowohl bei der China Open Super Series 2010 als auch bei der Singapur Super Series 2011 Neunte.

## Sportliche Erfolge
| Saison | Veranstaltung          | Disziplin   | Platz | Name                       |
| ------ | ---------------------- | ----------- | ----- | -------------------------- |
| 2010   | Singapur International | Dameneinzel | 1     | Chen Jiayuan               |
| 2010   | China Open             | Damendoppel | 9     | Chen Jiayuan / Gu Juan     |
| 2011   | India Open             | Dameneinzel | 5     | Chen Jiayuan               |
| 2011   | Singapur Open          | Damendoppel | 9     | Chen Jiayuan / Xing Aiying |